# William Canning
William Canning (1778 - 24 de fevereiro de 1860) foi um cónego de Windsor de 1828 a 1860.

## Biografia
Ele foi o terceiro filho de Stratford Canning (1744–1787) e Mehitabel Patrick. Ele era irmão de Stratford Canning, 1º Visconde de Stratford de Redcliffe.
Ele foi educado no Eton College e, em seguida, no Sidney Sussex College, Cambridge, onde se formou BA em 1801, MA em 1804.
Foi reitor de East and West Hesterton, Yorkshire (1817-1847).
Nomeado para a sétima bancada na Capela de São Jorge, Castelo de Windsor em 1828, manteve-a até 1860.